# Ґановце
Ґановце; Ґанівці (словац. Gánovce) — село в Словаччині, Попрадському окрузі Пряшівського краю. Розташоване в північно-східній частині Словаччини в південній частині Попрадської угловини в долині Ґановського потока.
Вперше згадується у 1317 році.
В селі є ранньоготичний римо-католицький костел з половини 13 століття.
Село відоме археологічними знахідками в місцевій травертиновій «копі», яка зафіксувала відбитки звірячих та людських кісток (неандертальців) прибл. з 150.000 —130.000 р. до н. е. Перший відбиток знайшов місцевий каменяр Калман Кокі у 1926 році, який зараз знаходиться в Національному музеї в Празі.

## Географія
Розташоване в північно-східній частині Словаччини в південній частині Попрадської угловини. Протікає Ґановський потік.

## Населення
| Рік:            | 1994. | 2004.    | 2014.    | 2024.   |
| --------------- | ----- | -------- | -------- | ------- |
| Кількість осіб: | 768   | 1069     | 1348     | 1408    |
| Різниця:        |       | +39,19 % | +26,09 % | +4,45 % |

| Рік:            | 2023. | 2024.   |
| --------------- | ----- | ------- |
| Кількість осіб: | 1403  | 1408    |
| Різниця:        |       | +0,35 % |

В селі проживає 1297 осіб.
Національний склад населення (за даними останнього перепису населення — 2001 року):
- словаки — 85,77 %,
- цигани — 12,14 %,
- чехи — 0,90 %,
- моравці — 0,30 %,
- угорці — 0,20 %,
- русини — 0,10 %,
- українці — 0,10 %,
- німці — 0,10 %,

Склад населення за приналежністю до релігії станом на 2001 рік:
- римо-католики — 72,74 %,
- протестанти — 16,12 %,
- греко-католики — 0,80 %,
- православні — 0,10 %,
- не вважають себе віруючими або не належать до жодної вищезгаданої церкви- 10,15 %